# Буц, Давид
Давид Буц (словац. Dávid Buc; род. 22 января 1987, Попрад, Восточно-Словацкий край) — словацкий хоккеист, нападающий. Выступает за клуб «Братислава Кэпиталз» в первой словацкой лиге. Трёхкратный чемпион Словацкой хоккейной экстралиги.

## Карьера
Воспитанник хоккейной школы ХК «Попрад». Выступал за ХК «Попрад», «Руэн-Норанда Хаскис» (QMJHL), МХК «Кежмарок», ХК «Кошице», ХК «Бардеёв», «Слован» (Братислава), МсХК «Жилина», «Энергия» (Карловы Вары), ХК «Дукла» (Тренчин), ХК «Оломоуц», ХК «Банска-Бистрица». C сезона 2019/2020 играет за клуб «Братислава Кэпиталз».
В Словацкой экстралиге провёл 482 матча, набрал 258 очков (113+145), в Чешской экстралиге — 139 матчей, 65 очков (23+42), В Континентальной хоккейной лиге — 32 матча, 4 очка (1+3).
В составе сборной Словакии провел 37 матчей, набрал 9 очков (3+6), участник чемпионатов мира 2018 и 2019 (14 игр, 1+5). В составе молодежной сборной Словакии участник чемпионата мира 2007 (6 игр, 1+3). В составе юниорской сборной Словакии участник чемпионата мира 2005 (6 игр).

## Достижения
- Чемпион Словакии (2012, 2017, 2019)